# Веренчанская сельская община
Веренчанская сельская община (укр. Веренчанська сільська громада) — территориальная община в Черновицком районе Черновицкой области Украины.
Административный центр — село Веренчанка.
Население составляет 8662 человек. Площадь — 103,3 км².
В соответствии с распоряжением Кабинета Министров Украины от 12 июня 2020 года, в состав общины вошла территория Бабинского и Веренчанского сельских советов упразднённого Заставновского района, а также Боровецкого и Киселёвского сельских советов упразднённого Кицманского района

## Населённые пункты
В состав общины входит 7 сёл:
- Веренчанка
  - Яблоновка
- Бабинский старостинский округ:
  - Бабин
  - Вымушев
  - Рудка
- Боровецкий старостинский округ:
  - Боровцы
- Киселёвский старостинский округ:
  - Киселёв